# Nickelodeon Kart Racers 2: Grand Prix
Nickelodeon Kart Racers 2: Grand Prix est un jeu vidéo de course développé par Bamtang Games et publié par GameMill Entertainment et Konami en Amérique du Nord, Maximum Games (en) en Europe et Ripples Asia Venture au Japon. Suite du jeu Nickelodeon Kart Racers de 2018, il est sorti sur PlayStation 4, Xbox One et Nintendo Switch le 6 octobre 2020, et sur Microsoft Windows le 1er décembre 2020. 

## Gameplay
Nickelodeon Kart Racers 2: Grand Prix propose une sélection de 29 personnages jouables issus de 12 séries Nicktoons différentes, ainsi que l'actrice JoJo Siwa et les Voitures de Ridge Racer. Le jeu comprend 28 parcours, certains remasterisés par rapport à son prédécesseur, et 2 arènes basées sur différents lieux des séries. Il y a également 70 personnages non jouables de l'équipe de ravitaillement, dont trois peuvent être équipés sur les coureurs à la fois pour leur donner des capacités supplémentaires[réf. nécessaire].
Le jeu prend en charge le multijoueur local jusqu'à quatre joueurs, ainsi que le multijoueur en ligne jusqu'à huit joueurs, une fonctionnalité qui n'existait pas dans son prédécesseur. Les karts peuvent être personnalisés, et des bonus peuvent être ramassés sur les parcours. La carrosserie du kart est déterminée en fonction du personnage choisi par le joueur.

## Personnages
- Bob l'eponge, Patrick l'étoile de mer, Carlo Tentacule, Sandy l'écureuil (Bob l'éponge)
- Leonardo, Raphael, Donatello, Michelangelo, Shredder (Les Tortues Ninja)
- Lincoln, Lucy, Clyde (Bienvenue chez les Loud)
- Tommy, Chuckie, Angelica, Reptar (Les Razmoket)
- Arnold, Gérald, Helga (Hé Arnold !)
- Jojo Siwa (The JoJo & BowBow Show Show)
- Rocko, Heffer (Rocko's Modern Life)
- Zim, Gir (Invader Zim)
- Ren, Stimpy (Ren et Stimpy)
- Aang (Avatar, le dernier maître de l'air)
- Korra (La Légende de Korra)
- Danny Fantôme (Danny Fantôme)
- Michat-Michien (Michat-Michien)

## Développement
Nickelodeon Kart Racers 2: Grand Prix a fait l'objet d'une fuite par Target le 10 juin 2020, et a été annoncé le 11 juin 2020. Une bande-annonce du jeu a été publiée le même jour que son annonce.

## Réception
Nickelodeon Kart Racers 2: Grand Prix a reçu des critiques "mitigées ou moyennes" (bien que plus positives que son prédécesseur), selon l'agrégateur de critiques Metacritic,,. Nintendo Life l'a qualifié de « tout ce que le jeu original aurait dû être » et a déclaré qu'il « plaira beaucoup plus aux fans de Nickelodeon, nouveaux et anciens ». Cependant, ils ont critiqué le manque de doublage. 